# Pandariya
Pandariya is een nagar panchayat (plaats) in het district Kabirdham van de Indiase staat Chhattisgarh. 

## Demografie
Volgens de Indiase volkstelling van 2001 wonen er 12.453 mensen in Pandariya, waarvan 51% mannelijk en 49% vrouwelijk is. De plaats heeft een alfabetiseringsgraad van 59%. 